# Тихоокеанская Карлвудская железная дорога

Схема железной дороги

Тихоокеанская Карлвудская железная дорога (англ. Carolwood Pacific Railroad) — миниатюрная садовая железная дорога, которую построил Уолт Дисней в 1950 году на заднем дворе своего дома в Лос-Анджелесе. Уолт Дисней решил построить собственную садовую железную дорогу под впечатлением от увлечения аниматоров Уорда Кимбалла и Олли Джонстона, у которых были миниатюрные железные дороги на заднем дворе.
Название железной дороги обусловлено улицей, на которой стоял дом Уолта Диснея, — 355 N. Carolwood Drive.
Общая протяженность железнодорожного полотна Тихоокеанской Карлвудской железной дороги составляла 797 метров с шириной колеи 184 миллиметра. Железная дорога окружала дом (см. схему) и имела развилки, подъемы в гору и даже 27 метровый туннель, проходивший под клумбами цветов.
По железной дороге двигался локомотив Lilly Belle («Красотка Лили»), внешне напоминавший модель паровоза Central Pacific #173 в масштабе один к восьми типа 4-4-0. В своем составе он имел миниатюрный паровой двигатель, достаточно мощный, чтобы тащить несколько вагончиков с сидевшими на них пассажирами. В свободное от работы время Уолт Дисней вместе со своими дочерьми и их друзьями проводили время, катаясь на локомотиве.
После продажи дома Диснея, железную дорогу разобрали, чтобы увеличить общую полезную площадь. В 1998 году благодаря усилиям Los Angeles Live Steamers Railroad Museum и фонда семьи Диснея часть железной дороги удалось выкупить и устроить музей.

## История

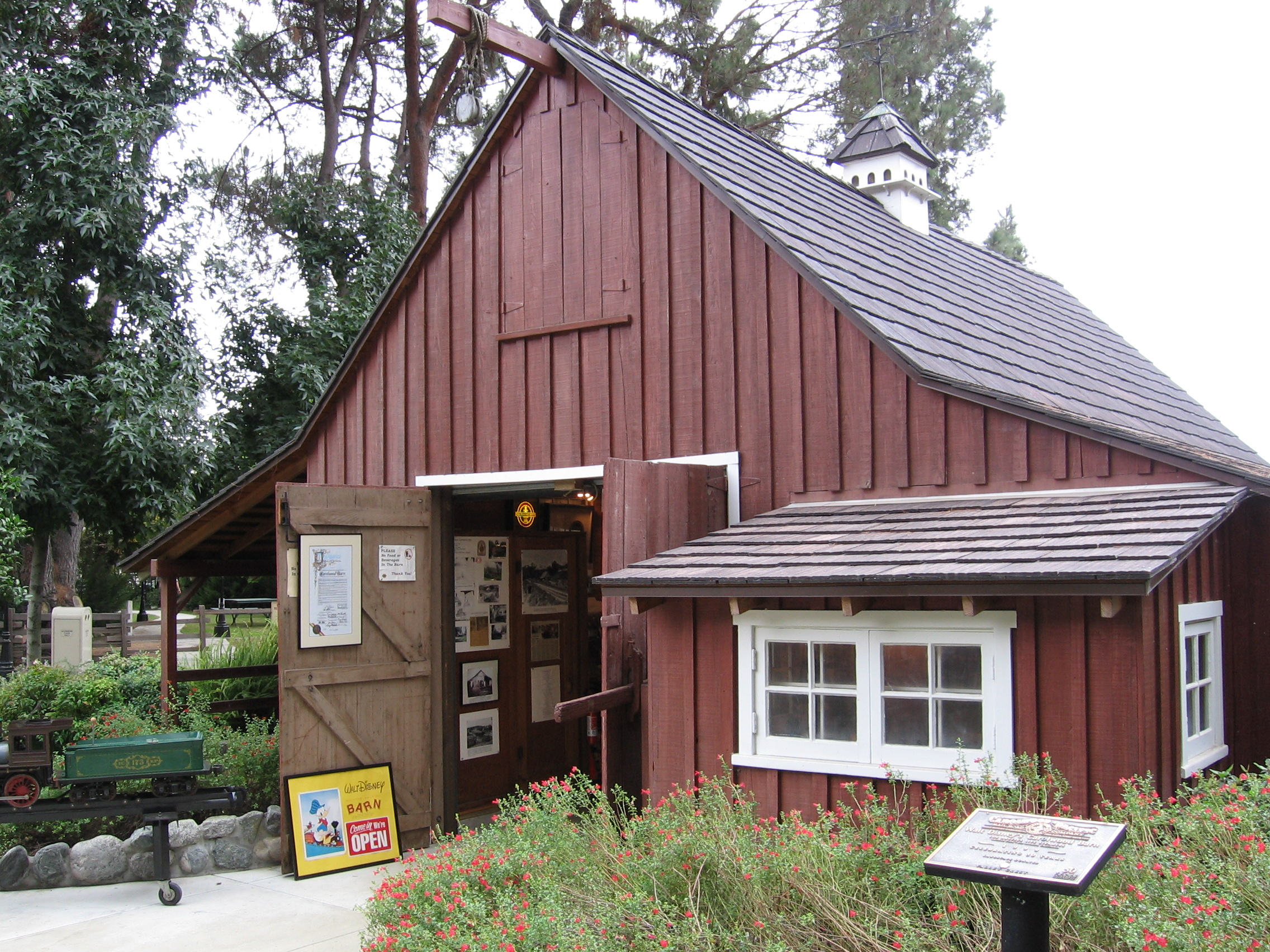
Музей Walt’s Carolwood Barn; реконструкция сарая, из которого управлялся локомотив (на схеме железной дороги это квадрат сверху слева)

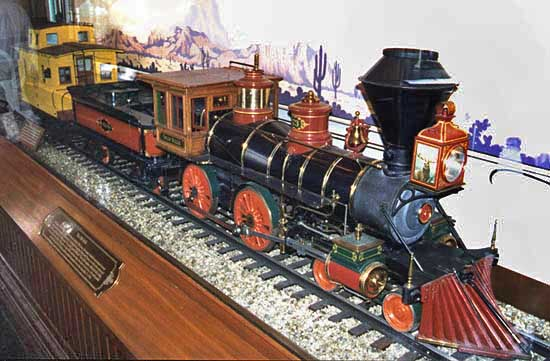
Локомотив Lilly Belle, названный в честь жены Диснея Лили. Модель локомотива на главной станции железной дороги Диснейлэнда в 1993 году

В детстве Уолт Дисней хотел стать машинистом железнодорожного состава по примеру двоюродного брата его отца Майкла Мартина, который управлял составами на железной дороге «Atchison, Topeka and Santa Fe Railway». Отец Диснея одно время также работал на железной дороге «Union Pacific Railroad» в составе бригады по установке железнодорожных путей. Сам же Уолт, будучи подростком, занимался мелкой торговлей конфетами, журналами, сигаретами на одной из станций железной дороги «Missouri Pacific Railroad», и иногда ему удавалось попадать в кабину машинистов, которые за жевательный табак показывали Уолту как управлять паровозом.
Интерес к поездам у Уолта Диснея возобновился в 1947 году, когда после небольшой травмы при игре в поло он приобрел себе несколько миниатюрных железнодорожных составов Lionel, чтобы занять себя на время восстановления. Этот интерес был также подогрет аниматорами Олли Джонстоном и Уордом Кимбаллом, которые работали на студии Диснея: у Олли Джонстона была миниатюрная железная дорога в масштабе один к двенадцати, а у Уорда Кимбалла небольшая железная дорога, и Уолт с удовольствием наблюдал за этим необычным хобби.
1 июня 1949 года Уолт Дисней приобрёл 5 акров земли в «Holmby Hills», Лос-Анджелес. На этой земле он решает построить семейный особняк и миниатюрную железную дорогу. Изначальный план включал в себя железную дорогу, протяженностью 797,1 метров с шириной колеи 184 мм, на которой должно было быть 11 стрелок, эстакады и насыпи. Однако, жена Диснея Лилиан была против той части плана, которая затрагивала участок территории, на которой она планировала устроить цветник, поэтому в качестве компромисса в плане появился туннель, который проходил под цветником.
Работа над железной дорогой завершилась в 1949 году и стоила в сумме 50 000 долларов. На железную дорогу, при содействии адвоката Уолта, был составлен официальный контракт, который устанавливал право на владение и управление железной дорогой. Этот контракт подписали Уолт и Лилиан, а свидетелями были их дети. Локомотив для железной дороги был построен в мастерской при студии Диснея под руководством Роджера Броги. Это был паровоз в масштабе один к восьми, основанный на модели паровоза «Central Pacific No. 173» с колесными парами типа 4-4-0. Деревянную кабину для паровоза сделал сам Дисней, а Броги помог ему с оставшимися частями, включая дымовую трубу и головной фонарь. Механики Броги сделали для паровоза привод, который был испытан 24 декабря 1949 года на небольшой железнодорожной петле во время Рожденственской вечеринки на студии. Паровоз приводился в движение миниатюрным паровым двигателем, который заправлялся измельчённым углём. Паровой котёл мог вмещать до 13,2 литров воды, а топка до 4,5 килограммов угля. Непосредственно по самой железной дороге Диснея локомотив впервые проехал 7 мая 1950 года.
Кроме локомотива для железной дороги были сделаны ещё и вагоны, отличавшиеся большим количеством мелких деталей. Так, в той же мастерской было сделано 6 металлических полувагонов с деревянными стенками с зернистым рисунком, другие вагоны разных типов, включая кабуз, для которого были сделаны миниатюрные предметы интерьера. За исключением рам, вагоны делались самим Уолтом Диснеем. Когда железная дорога не использовалась, эти вагоны стояли в туннеле, кроме кабуза, который хранился в помещении сарая.
Переключение стрелок на железной дороге осуществлялось дистанционно с пульта управления, который находился в отдельном сарае. Внешний вид сарая был основан на одной из декораций из фильма «So Dear to My Heart», которая в свою очередь была основана на детских воспоминаниях Диснея об амбаре на семейной ферме в Марселине, штат Миссури. В амбаре находилась карта железной дороги, на которой с помощью лампочек можно было определить, где находится состав.
Железная дорога Диснея стала привлекать к себе внимание после статей в некоторых журналах, в частности журнала «Look» в выпуске сентября 1951 года. Уолт Дисней иногда приглашал желающих покататься на вагонах состава. Паровой двигатель локомотива мог развивать тяговое усилие до 8 900 ньютонов, что было достаточно для 12 взрослых пассажиров. В локомотиве не было предусмотрено тормозов, поэтому для торможения нужно было переключать привод на реверс.
В начале 1953 года один из посетителей, сильно разогнав локомотив, вызвал его опрокидывание при заходе на поворот. Из трубы паровоза вырвалась горячая струя пара, которая слегка обожгла ноги подбежавшей любопытной девочке. После этого инцидента Дисней надолго закрыл для посещения железную дорогу, а локомотив оставил на хранение в студии. Железная дорога заработала снова только в 1964 году.

### Дальнейшая судьба
В 1965 году Дисней разобрал 457,2 метра железнодорожного полотна и пожертвовал любителям миниатюрных паровозов, в клубе которых сам состоял. В 1968 году (уже после смерти Диснея), Лилиан пожертвовала оставшиеся рельсы клубу «Live Steamers» в Лос-Анджелесе. В 1997 году дом Диснея был выставлен на продажу, к тому моменту от железной дороги ещё оставался туннель и сарай. Дом Диснея был снесён в 1998 из-за слабого фундамента. В 1999 году при содействии Моргана Эванса — ландшафтного дизайнера компании Дисней — оригинальный сарай удалось перевезти на новое место. После его реставрации в нём был устроен музей.
С 2009 года локомотив и некоторые вагоны выставлены в семейном музее Диснея в Сан-Франциско.

## Влияние

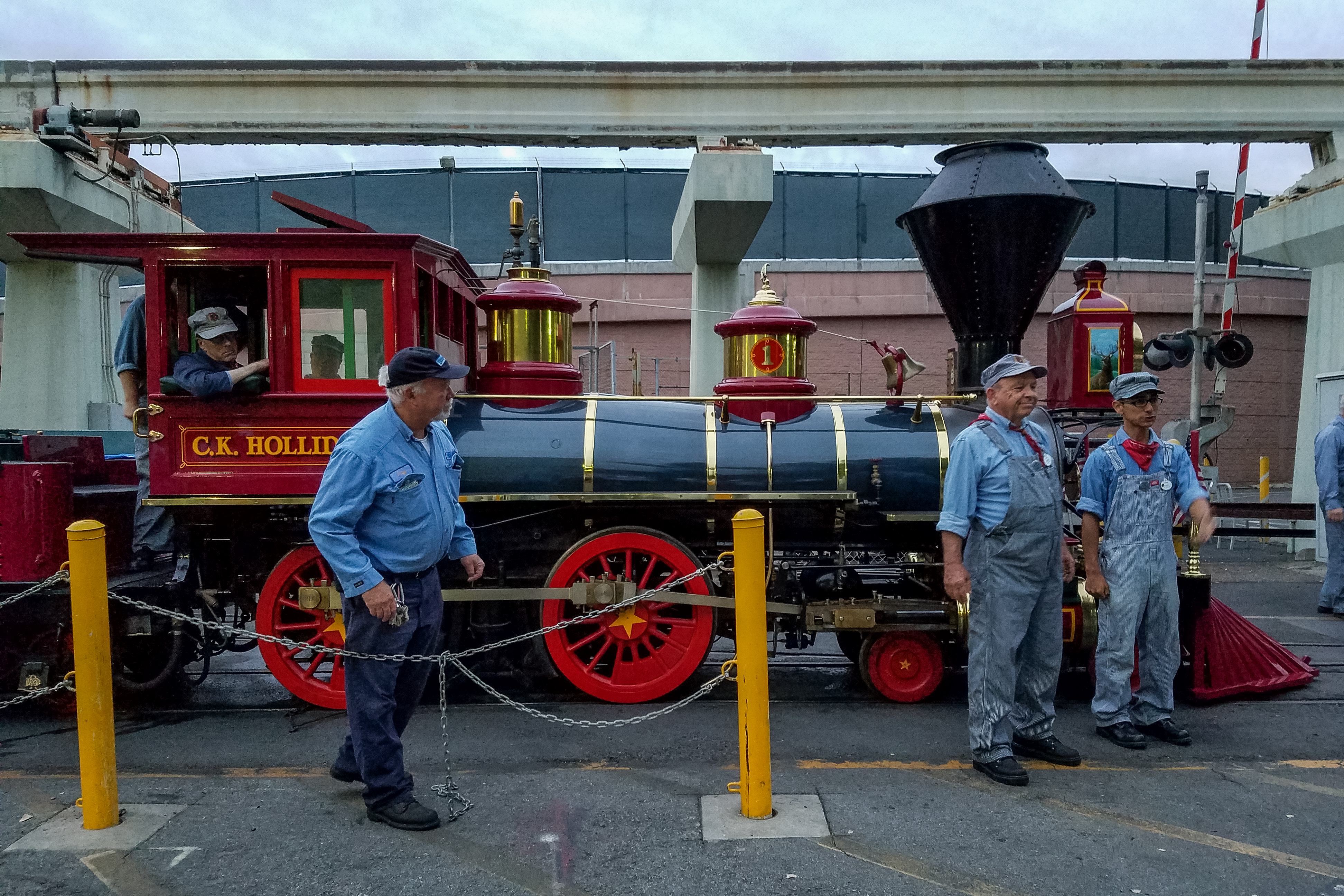
Локомотив C.K. Holliday на железной дороге Диснейленда

По воспоминаниям Диснея Тикоокеанская Карлвудская железная дорога отчасти вдохновила его на постройку парка развлечений в Анахайме. Уже в раннюю концепцию парка была включена железная дорога, которая должна была перевозить посетителей мимо миниатюрных городов и населенных пунктов. В окончательном дизайне парка была сохранена узкоколейная железная дорога.
Локомотив «C.K. Holliday» железной дороги Диснейленда имеет большое сходство с локомотивом «Lilly Belle», потому что при его постройке использовался тот же чертеж. Копии чертежа «Lilly Belle» продавались любителям через компанию Walt Disney Miniature Railroad, образованную в 1950 году, как независимую от Walt Disney Productions.